# Karl Blankenberger
Karl Blankenberger, genannt Bubi Blankenberger (* 8. Mai 1921; † 5. August 1956), war ein deutscher Fußballspieler.

## Laufbahn
Blankenberger, der als Angreifer spielte, gehörte zunächst dem Verein Blau-Weiß Worms an, ehe er nach seiner Rückkehr aus zweijähriger Kriegsgefangenschaft 1947 zu Wormatia Worms wechselte, wo er bis 1955 blieb. In dieser Zeit nahm er einmal 1949 für seinen Verein an der deutschen Fußballmeisterschaft teil und spielte in neun aufeinanderfolgenden Spielsaisons in der Fußball-Oberliga Südwest.
„Bubi“ Blankenberger war ein exzellenter Techniker und Spielmacher der aber auch als gefährlicher Torschütze für Wormatia im Einsatz war. In der Statistik der Oberliga Südwest wird er von 1947 bis 1955 mit 178 Spielen und 128 Toren geführt. Mit der rot-weißen Wormatia feierte er in den Jahren 1949, 1950, 1951 und 1955 viermal die Vizemeisterschaft im Südwesten. In der Endrunde um die deutsche Fußballmeisterschaft nahm er aber nur 1949 bei den zwei Spielen gegen Kickers Offenbach teil. Das erste Spiel endete am 12. Juni in Kaiserslautern 2:2 nach Verlängerung und im Wiederholungsspiel setzten sich die Hessen am 19. Juni auf dem KFV-Platz an der Telegrafenkaserne in Karlsruhe vor 35.000 Zuschauern mit 2:0 Toren durch. Im Jahre 1950 scheiterte die Mannschaft aus der Nibelungenstadt in der Qualifikation, 1951 war nur der Südwestmeister zugelassen und 1955 hatte der langjährige Torjäger mit dem Oberligaspiel am 7. November 1954 im Wormatia-Stadion gegen den 1. FC Kaiserslautern vor 17.000 Zuschauern – 0:1-Niederlage – seine Laufbahn in der Oberliga bereits beendet.
Nach dem Ende seiner Laufbahn als aktiver Spieler war Blankenberger in den Jahren 1955 und 1956 Spielertrainer des Amateurklubs Blau-Weiß Worms. Blankenberger starb 35-jährig an einem Herzinfarkt.

## Weblink
- Spielerdatenbank Wormatia Worms